# SS-N-12 Sandbox
SS-N-12 Sandbox ist der NATO-Code für einen seegestützten Seezielflugkörper aus sowjetischer Produktion. Die Systembezeichnung in den russischen Streitkräften lautet P-500 Basalt und P-1000 Wulkan. Der GRAU-Index lautet 4K80.

## Entwicklung
Die P-500 Basalt wurde als Nachfolgesystem der P-35 entwickelt. Gegenüber der P-35 sollte die neue Rakete über eine höhere Fluggeschwindigkeit sowie über eine verbesserte Überlebensfähigkeit verfügen. Die neue Lenkwaffe wurde zur Bekämpfung von strategischen Seezielen wie Flugzeugträgern, Kreuzern und amphibischen Angriffsschiffen konzipiert. Die Marineführung verlangte eine Lenkwaffe mit einer Reichweite von mindestens 500 km, sodass die Rakete außerhalb des Einsatzradius der damaligen Trägerflugzeuge gestartet werden konnte. Die Entwicklung im Konstruktionsbüro OKB-52 Tschelomei (später NPO Maschinostrojenija) begann 1963. Der Entwurf der P-500 basiert auf der P-35 Progress. Die Entwicklungsversion trug die Bezeichnung P-350 Basalt (4K77). Aufgrund verschiedener Schwierigkeiten und weil diese Version die geforderte Reichweite von 500 km nicht erreichte, wurde das Projekt abgebrochen. Basierend auf diesem Entwurf entstand die P-500 Basalt (4K80). Die ersten Startversuche wurden 1969 durchgeführt. Nach weiteren Modifikationen wurde das System 1975 bei der sowjetischen Marine eingeführt. Die P-500 bekam von der NATO die Bezeichnung SS-N-12 Sandbox mod 1. Die Entwicklung der zweiten Serienversion P-1000 Wulkan begann 1979. Gegenüber dem Vorgängermodell verfügt die P-1000 über einen neuen Suchkopf, neue Elektronik, ein verbessertes Triebwerk sowie Bauteile aus Titan. Sie wurde schließlich 1987 bei den sowjetischen Marinestreitkräften eingeführt und bekam von der NATO die Bezeichnung SS-N-12 Sandbox mod 2. Folgende Einheiten wurden mit der P-500 ausgerüstet:
- Flugdeckkreuzer der 1143 Kiew-Klasse mit je acht beziehungsweise zwölf Lenkwaffen (Baku) plus acht in Reserve
- Kreuzer der 1164 Slawa-Klasse mit je 16 Lenkwaffen
- U-Boote der 675 Echo-II-Klasse mit je acht Lenkwaffen
- U-Boote der 651 Juliett-Klasse mit je vier Lenkwaffen

## Technik

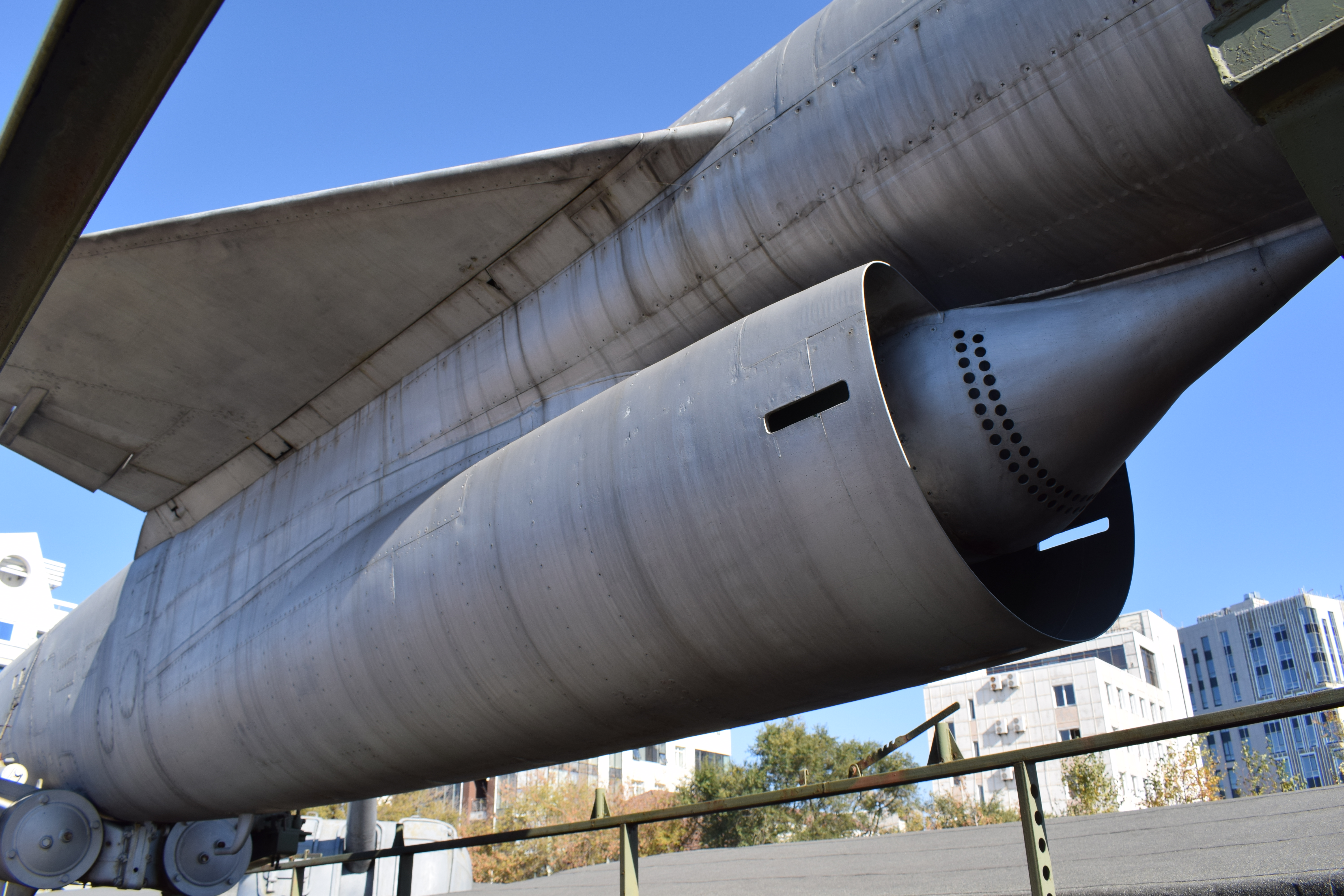
Turbojet-Lufteinlass

Primär dient die SS-N-12 zur Bekämpfung von Schiffszielen. In einer sekundären Rolle können auch Landziele bekämpft werden. Die SS-N-12 kann von Schiffen und U-Booten aus gestartet werden. Die U-Boote müssen für den Lenkwaffenstart auftauchen. Die Lenkwaffen sind in zylinderförmigen Behältern untergebracht und werden direkt aus diesen abgefeuert. Vor dem Start zündet das KR-17-300-Turbojet-Marschtriebwerk. Innerhalb 20–30 Sekunden erreicht es die maximale statische Schubkraft. Dann befördern zwei 4L44-Raketenbooster die Lenkwaffe aus dem Behälter. Unmittelbar nach dem Verlassen des Startbehälters entfalten sich die Flügel. Nach 2–3 Sekunden sind die Raketenbooster ausgebrannt und werden abgeworfen. Danach fliegt die Rakete mit dem Marschtriebwerk weiter und nimmt die vorprogrammierte Flugbahn ein. Der Salvenstart kann in Abständen von minimal 8 Sekunden durchgeführt werden. Die Basisversion P-500 fliegt auf einer Marschflughöhe von 5 km, mit einer Geschwindigkeit von 830 m/s (rund Mach 2,6). Bei der modernisierten Version P-1000 Wulkan wurde die Marschflughöhe von 5 auf 7 km erhöht, wodurch sich die Fluggeschwindigkeit auf rund 1000 m/s vergrößert. Im Tiefflug erreicht die P-500 eine Geschwindigkeit von rund Mach 2 (660–680 m/s). Der Waffenkomplex P-500 Basalt umfasst ein komplexes Feuerleitsystem zur Bekämpfung einer Trägergruppe oder eines Seekriegsverbandes. Das Feuerleitsystem wurde mit einem Softwarepaket ausgestattet, um eine Raketensalve von zeitgleich acht Lenkwaffen gegen einen Schiffsverband zu steuern und zu koordinieren. Vor dem Raketenstart müssen im Feuerleitsystem die ungefähre Position sowie der Kurs der Ziele erfasst werden. Diese werden mittels Sonar, Radar oder ELINT von der Startplattform aus ermittelt. Ebenso können die Zieldaten auch von Tu-95R-Bear-D- oder Ka-25-Hormone-B-Aufklärungsplattformen stammen. Der Komplex P-1000 verfügt zusätzlich über das Legenda-Zielsystem. Mit diesem können auch Satellitendaten (z. B. von RORSAT) empfangen werden. Vier Lenkwaffen werden auf das Primärziel (Flugzeugträger) programmiert, während die anderen vier Lenkwaffen auf andere Schiffe des Verbandes programmiert werden. Die acht Lenkwaffen werden in kurzer Serie gestartet. Nach dem Start übernimmt eine vorbestimmte Lenkwaffe die Führung. Während die sieben anderen Lenkwaffen in einer Flughöhe von 100 m im Tiefflug bleiben, steigt der Führungsflugkörper auf eine Höhe von 4.000–7.000 m, um seine Auffassreichweite zu erhöhen. Der Marschflug in das Zielgebiet erfolgt autonom mit Hilfe der Trägheitsnavigationsplattform, wobei die Lenkwaffen in einer vorprogrammierte Formation fliegen. Ein Radar-Höhenmesser sorgt für den nötigen Sicherheitsabstand zwischen den Lenkwaffen und der Meeresoberfläche. Aktualisierte Zieldaten können mittels eines Datenlinks von der Startplattform zur Lenkwaffe gesendet werden. Während des Marschfluges ermittelt der Führungsflugkörper mit dem bordeigenen passiven Radarsuchkopf Zieldaten über die aktuelle Position der Ziele. Kommt die Lenkwaffensalve in das vorher errechnete Zielgebiet, aktiviert der Führungsflugkörper den bordeigenen aktiven Radarsuchkopf. Dieser wird jeweils nur für kurze Zeitintervalle eingeschaltet. Die ermittelten Zieldaten werden mittels Datenlink an die restlichen Flugkörper der Salve sowie an die Startplattform gesendet. Die anderen Flugkörper behalten weiterhin ihren niedrigen Anflugvektor bei, um eine frühzeitige Entdeckung und Gegenmaßnahmen zu verhindern. Wird der Führungsflugkörper zerstört, kann einem anderen dessen Rolle zugewiesen werden. Im Zielanflug aktivieren alle Lenkwaffen den eigenen Radarsuchkopf und fliegen willkürliche Ausweichmanöver. Daneben wird das bordeigene aktive elektronische 4B89-Störsystem aktiviert, um die Raketenabwehrsysteme der Schiffe zu stören. Sobald das Primärziel einer Trägergruppe zerstört ist, greifen die übrigen Flugkörper der Salve die anderen Schiffe der Trägergruppe an. Zum Schutz vor Nahbereichsverteidigungssystemen (z. B. CIWS) ist der Rumpf der SS-N-12 mit einer Panzerung versehen. Die Lenkwaffe wurde dafür konzipiert, ein großes Kriegsschiff mit einem einzelnen Treffer zu versenken oder zumindest operationsunfähig zu machen. Mit der nuklearen Variante kann ein ganzer Flottenverband mit einem Schlag vernichtet werden.

## Varianten

P-1000 Vulkan

- P-350 Basalt: (4K77) Initialversion, nur Prototyp; Reichweite 350–480 km
- P-500 Basalt: (4K80) 1. Serienversion; Reichweite 550 km, Marschgeschwindigkeit Mach 2,6
- P-1000 Wulkan: (3M70) 2. Serienversion mit neuem Suchkopf, neuem Raketenbooster, neuer Elektronik und Titanpanzerung; Reichweite 700 km, Marschgeschwindigkeit Mach 3,2

## Status
Zurzeit befindet sich die SS-N-12 noch auf den Kreuzern der Slawa-Klasse im Einsatz. Die SS-N-12 wurde nie exportiert.

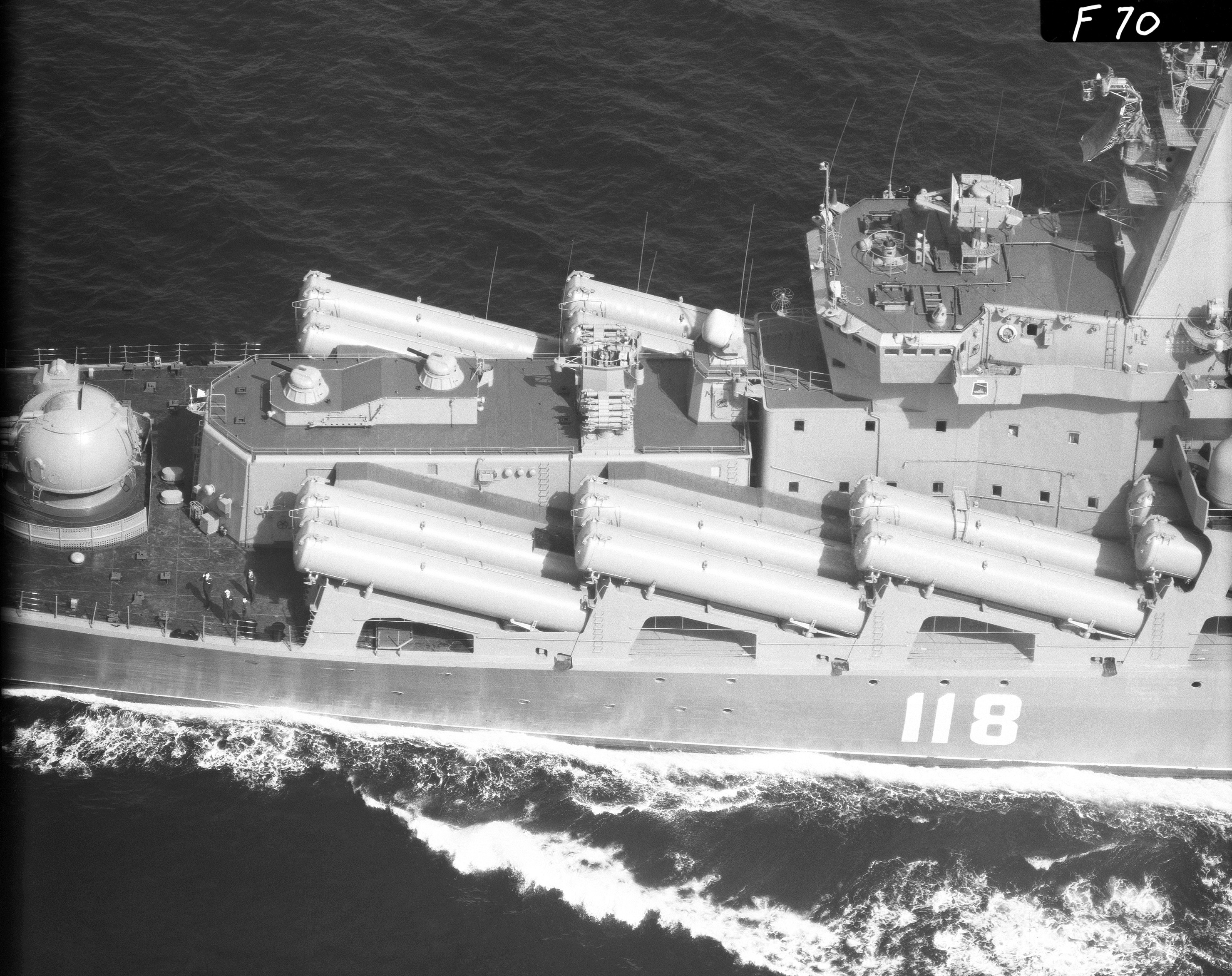
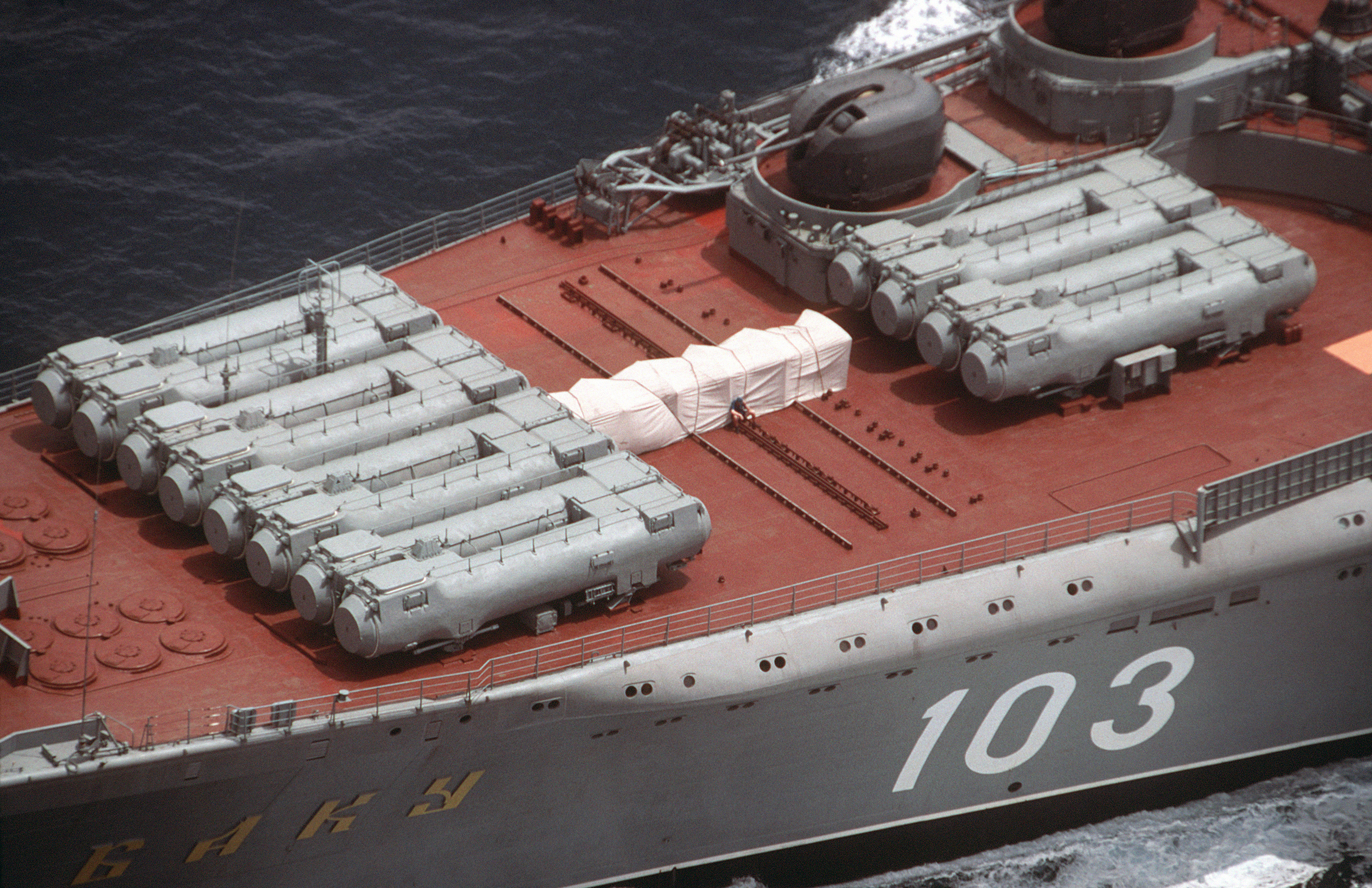
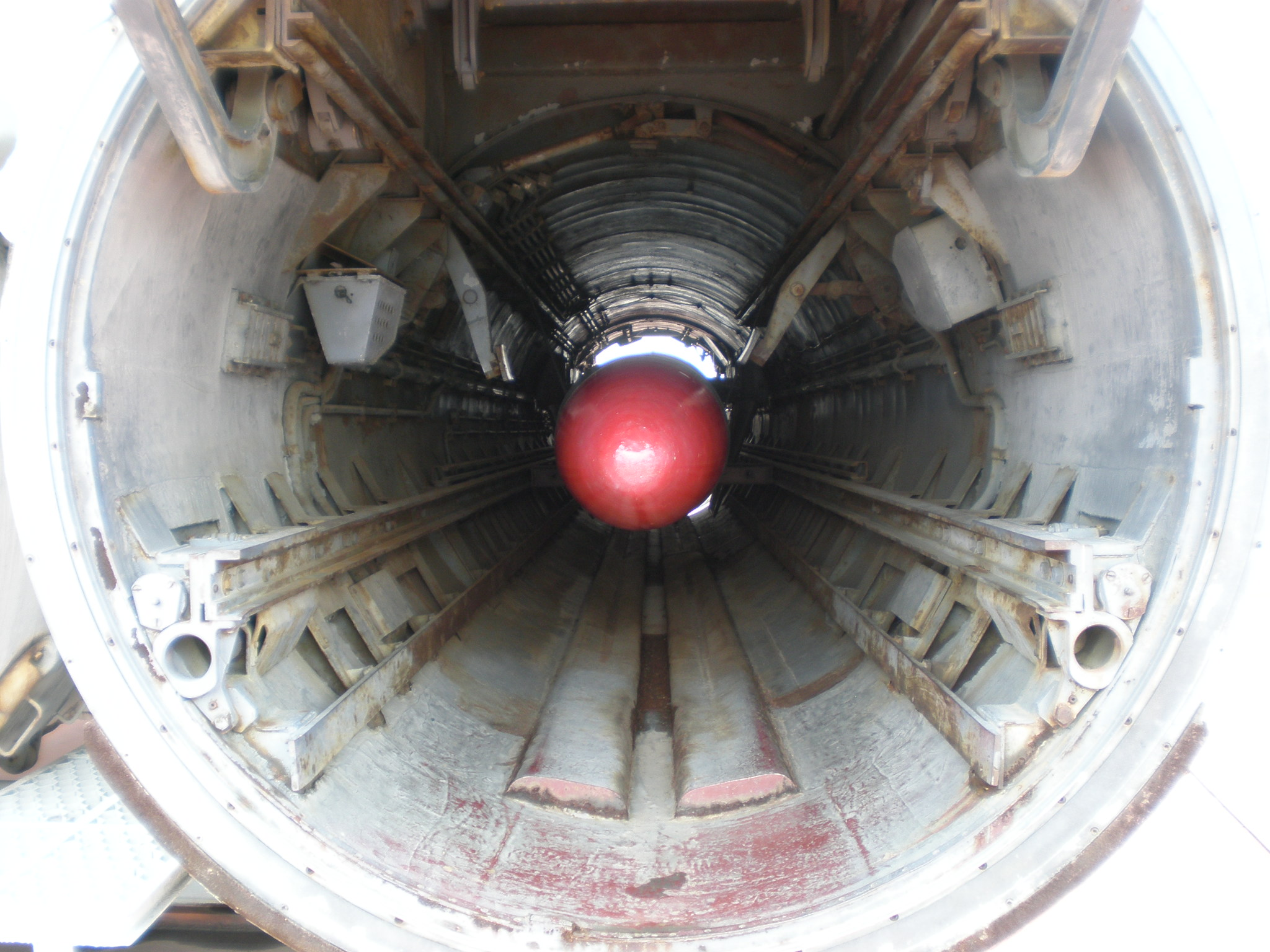
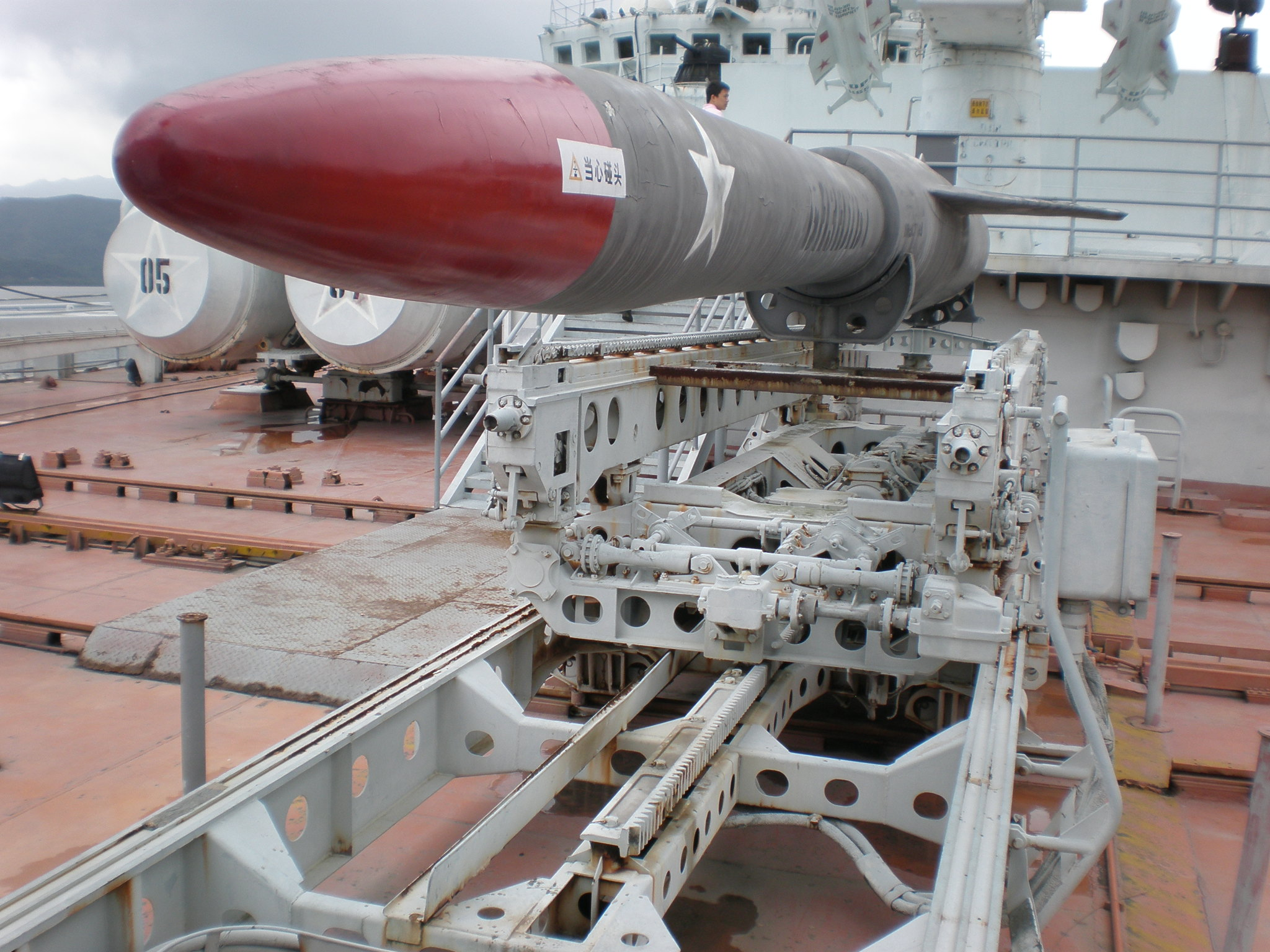